# Delphinus (constelación)
Delphinus o el Delfín es una pequeña constelación del hemisferio norte muy cerca del ecuador celestial. Fue incluida ya en la lista de Ptolomeo de 48 constelaciones y también forma la parte de la lista moderna de 88 constelaciones aprobadas por la IAU.
Delphinus tiene el aspecto de un delfín al saltar y puede ser reconocida fácilmente en el cielo. Se halla rodeada por Vulpecula (la zorra), Sagitta (la flecha), el águila (Aquila), la constelación zodiacal de Acuario, el pequeño caballo Equuleus y finalmente por Pegaso, el caballo alado. Otra forma de reconocerla es por tener una forma semejante a la de una cometa y por ser de pequeño tamaño.

## Características destacables

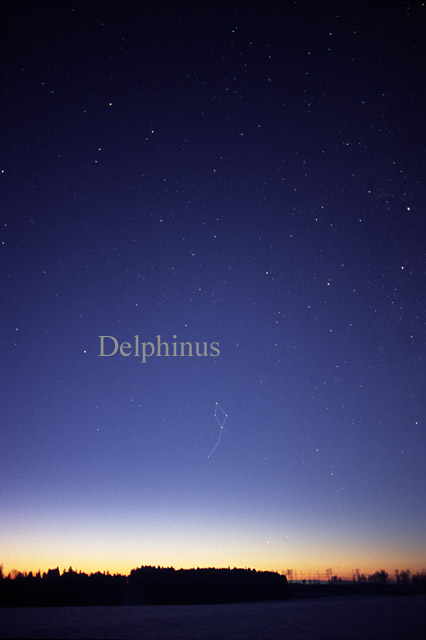
Constelación de Delphinus, [http://www.allthesky.com/constellations/visualconstellations.html AlltheSky.com

Aunque las estrellas de esta constelación no se cuentan entre las más brillantes del firmamento, Delphinus contiene varias estrellas binarias de interés, entre  ellas β Delphini (denominada Rotanev) y α Delphini (Sualocin), las dos más brillantes de la constelación.
Rotanev está compuesta por una gigante de tipo espectral F5III y una subgigante blanco-amarilla de tipo F5IV. Completan una órbita alrededor del centro de masas común cada 26,66 años y la distancia entre ambas estrellas fluctúa entre 8 y 18 ua.
Por su parte, la componente principal de Sualocin tiene tipo espectral B9, siendo una estrella de la secuencia principal o una subgigante que acaba de empezar a evolucionar. Está acompañada por una estrella blanca de la secuencia principal cuyo período orbital es de 17,0 años, la cual es, a su vez, una binaria espectroscópica con una órbita de 30 días.
ε Delphini —oficialmente llamada Aldulfin— es la tercera estrella más brillante: es una subgigante blanco-azulada de tipo espectral B6IV con una temperatura superficial de 13 700 K y una luminosidad 676 veces mayor que la del Sol.
γ Delphini es otra binaria compuesta por una subgigante naranja de tipo K1IV y una enana amarilla de tipo F7V. Las dos componentes se mueven en una órbita marcadamente excéntrica (ε = 0,88) con una separación que varía entre 40 y 600 ua, siendo su período orbital de 3249 años.
δ Delphini también es binaria —dos subgigantes blanco-amarillas idénticas pero algo más calientes que las del sistema Rotanev— con un corto período orbital de solo 40,58 días, habiéndose detectado su duplicidad mediante espectroscopia.
ζ Delphini, ρ Aquilae e ι Delphini son tres estrellas blancas de la secuencia principal de tipo espectral A3Va, A1Va y A2V respectivamente. La primera es 62 veces más luminosa que el Sol, mientras que las dos últimas son 22 veces más luminosas que este.
Entre las variables de la constelación está R Delphini, variable Mira cuyo brillo oscila entre magnitud aparente +7,6 y +13,8 a lo largo de un período de 285,07 días.
Otra variable a destacar es U Delphini, una gigante roja de tipo M4-6II-III con una luminosidad bolométrica —en todas las longitudes de onda— 10 000 veces superior a la del Sol; su espectro muestra la presencia de tecnecio, elemento del proceso-s producido por nucleosíntesis estelar.
De características parecidas es EU Delphini, gigante pulsante de tipo M6III cuya variabilidad fue detectada por Thomas Espin en 1895.
Por el contrario, W Delphini es una binaria eclipsante compuesta por una componente primaria de tipo espectral A0e o B9.5Ve y una componente secundaria de tipo G5IV; su período orbital es de 4,8061 días.

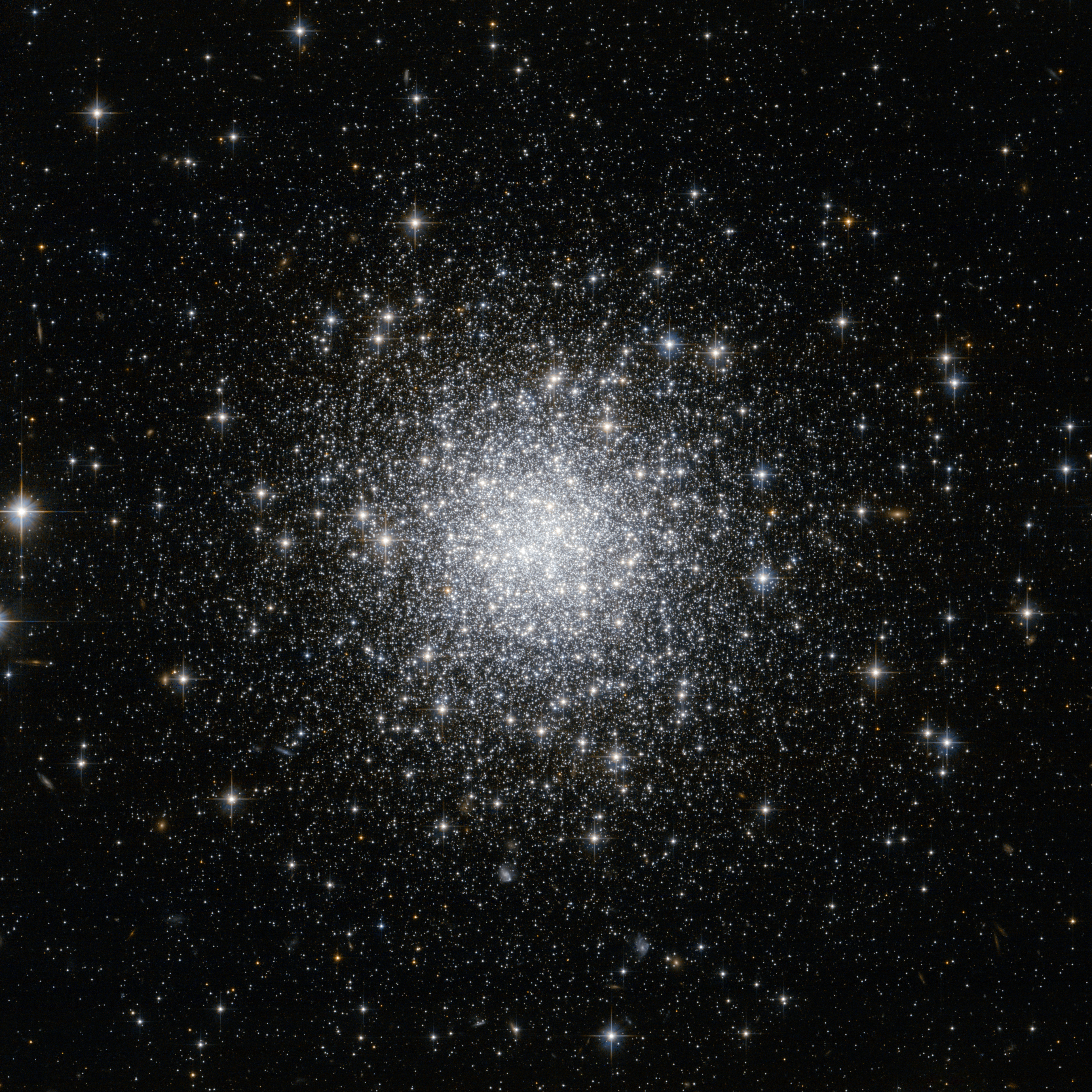
Imagen del cúmulo NGC 7006 obtenida con el telescopio Hubble

Son varias las estrellas de la constelación que tienen sistemas planetarios. 18 Delphini (Musica) es una gigante amarilla de tipo G6III cuyo planeta, denominado Arion por la IAU, tiene una masa al menos diez veces mayor que la de Júpiter.
HD 195019, también binaria, posee un planeta de tipo «júpiter caliente» que gira alrededor de la componente principal del sistema, una enana o subgigante amarilla. Otra estrella con un planeta es HD 196885; la masa estimada de este último es tres veces mayor que la de Júpiter y se mueve a 2,6 ua de la estrella.
Entre los objetos de espacio profundo, Delphinus cuenta con dos cúmulos globulares, NGC 6934 y NGC 7006.
El primero de ellos se encuentra a 52 000 años luz de distancia y sigue una órbita muy excéntrica a través de la Vía Láctea a lo largo de un plano orbital inclinado 73° con respecto al plano galáctico.
Igualmente, NGC 7006, forma parte del halo galáctico y tiene una órbita también muy excéntrica alrededor del centro de la galaxia, lo que sugiere que pudo haberse formado en una galaxia pequeña distinta a la nuestra que luego fue capturada por la Vía Láctea. Se encuentra a 135 000 años luz de la Tierra.
La constelación cuenta con dos nebulosas planetarias, NGC 6891 y NGC 6905. De acuerdo a las medidas realizadas por la sonda espacial Gaia, se encuentran a 7470 y 7620
años luz respectivamente. La estrella central de NGC 6891 es de tipo O3Ib(f*) y tiene una temperatura de 50 000 K. La estrella central de NGC 6905 es una estrella de Wolf-Rayet de tipo WCE y 141 000 K de temperatura.

## Estrellas principales

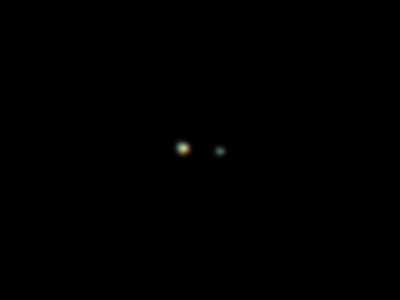
Estrella binaria γ Delphini

- α Delphini (Sualocin), de magnitud 3,8, estrella múltiple de siete componentes; solo dos de ellas forman un verdadero sistema estelar.
- β Delphini (Rotanev), la más brillante de la constelación con magnitud 3,6, es igualmente una estrella múltiple de cinco componentes, aunque solo dos de ellas están físicamente relacionadas.
- γ Delphini, una de las estrellas binarias más estudiadas compuesta por una subgigante naranja y una enana amarilla. Se pueden resolver con un pequeño telescopio, constituyendo un objeto interesante para el astrónomo aficionado por el contraste de colores.
- δ Delphini, estrella variable de magnitud 4,43. Junto con las tres anteriores forma el asterismo llamado el Ataúd de Job.
- ε Delphini (Aldulfin o Deneb Dulfim), estrella blanco-azulada de magnitud 3,95, la tercera más brillante de la constelación.
- ζ Delphini, estrella blanca de la secuencia principal de magnitud 4,68.
- η Delphini, subgigante blanca de magnitud 5,39.
- θ Delphini, distante supergigante naranja de magnitud 5,70.
- ι Delphini, igualmente una estrella blanca de la secuencia principal aunque de magnitud 5,42.
- κ Delphini, subgigante amarilla de magnitud 5,07.
- ρ Aquilae, a pesar de su denominación pertenece a la constelación de Delphinus, a la que cruzó desde Aquila en 1992. Su magnitud es 4,94.

- 13 Delphini, luminosa estrella blanca de la secuencia principal de magnitud 5,61.
- 15 Delphini, estrella doble de magnitud 6,01.
- 16 Delphini, estrella blanca de magnitud 5,54.
- 18 Delphini, gigante amarilla con un planeta extrasolar.
- R Delphini, variable tipo Mira de brillo variable entre magnitud 8,3 y 13,3 con un período de 285 días.
- U Delphini, gigante roja y variable semirregular cuyo período principal es de unos 1200 días.
- W Delphini, binaria eclipsante de magnitud 9,69.
- TY Delphini, de magnitud 9,7, es también una binaria eclipsante.
- EU Delphini, también gigante roja y variable semirregular con un período de 59,7 días.
- LS Delphini, binaria de contacto de magnitud 8,65.
- MR Delphini, sistema triple que, además, es una binaria eclipsante.
- HD 194598, estrella proveniente del halo galáctico de muy baja metalicidad.
- HD 195019, estrella binaria con un exoplaneta del tipo «júpiter caliente».

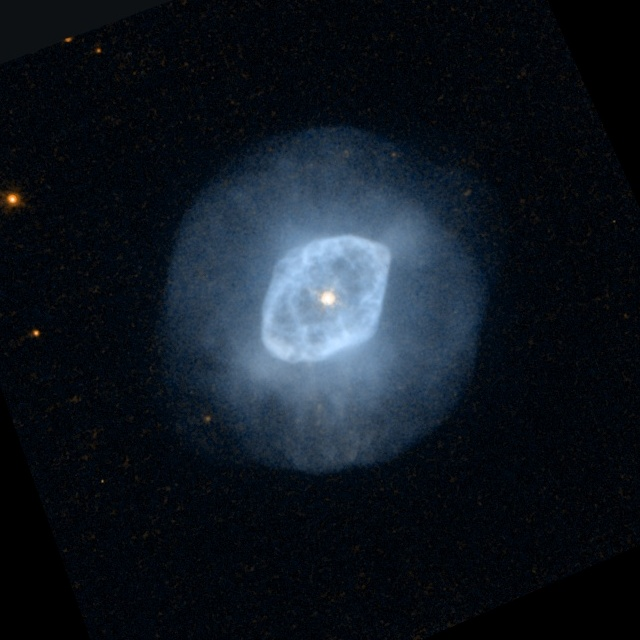
Nebulosa planetaria NGC 6891

- HD 196885 (HR 7907), subgigante amarilla con un planeta extrasolar.
- WASP-2, distante enana naranja con un planeta del tipo «júpiter caliente».

## Objetos de cielo profundo
- Nebulosas planetarias NGC 6891 y NGC 6905. En la primera de ellas, la estrella central tiene magnitud 12,5.
- NGC 6934, cúmulo globular de magnitud 9,75. Fue descubierto por William Herschel el 24 de septiembre de 1785.
- NGC 7006, también un cúmulo globular de magnitud 12. Distante 135 000 años luz[28] —cinco veces la distancia que hay entre el Sol y el centro de la galaxia— es parte del halo galáctico.
- NGC 7025, galaxia espiral a 210 millones de años luz.

## Mitología

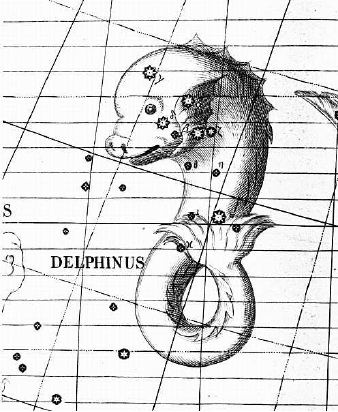
La constelación de Delphinus representada en el Atlas Coelestis de John Flamsteed.

Era conocido como SHAH (el cerdo o el jabalí) en sumerio. Sobre el catasterismo del Delfín, en la mitología griega, y en palabras de Eratóstenes, se dice que éste fue situado entre los astros por el motivo siguiente. Como Poseidón quería tomar por mujer a Anfitrite, esta, que andaba prevenida, huyó junto a Atlante en su afán por preservar la virginidad. Al ocultarse ella, también se escondían la mayoría de las Nereidas; así que Poseidón envió en su busca a muchos rastreadores y, entre ellos, también al delfín. Mientras erraba por las islas de Atlante se tropezó con ella y le transmitió la noticia y la condujo ante Posidón; el propio delfín, saliendo al encuentro de la joven, se la llevó de la costa y se la entregó al dios. Después de casarse con ella, dispuso inmensos honores para el delfín en el mar, dándole el título de sagrado, y colocó entre los astros su figura. Cuantos quieren complacer a Poseidón mismo lo representan sosteniendo en la mano el delfín, con lo que le confieren un honor enorme por su buena acción. También habla de él Artemidoro en las elegías que escribió sobre Eros.
Aglaóstenes, que escribió la Náxica, dice que había ciertos capitanes de barco tirrenos que llevaban al padre Liber, cuando era niño, a Naxos, con sus compañeros con intención de entregárselo a las ninfas, sus nodrizas, pues es fama que había sido criado por ellas. Los compañeros, tentados por la avaricia, se disponían a desviar la nave de su rumbo. Liber, sospechando de su plan, ordenó a sus compañeros que entonaran una melodía a sus compañeros: los marineros quedaron tan encantados por los sonidos que, al estar desacostumbrados, fueron presos del deseo de bailar y se arrojaron al mar, convirtiéndose en el proceso en delfines. Como Liber deseaba recordar la memoria de aquellos hombres, puso la imagen de uno de ellos entre las constelaciones. El Delfín también puede estar identificado con Arión de Lesbos que se arrojó entonces al mar y logró milagrosamente alcanzar la costa de Laconia cabalgando a lomos de un delfín. Hizo esto por escapar de unos bribones que intentaron matarlo a bordo de una nave corintia para intentar quedarse con su dinero.